# Снапковская, Светлана Валентиновна
Светлана Валентиновна Снапковская (20 ноября 1954; Минск, Белоруссия, Белорусская ССР) — доктор педагогических наук, доктор исторических наук, профессор по специальности «педагогика» кафедры культурологии факультета социокультурных коммуникаций Белорусского государственного университета.
Сфера научных интересов: история отечественного образования и педагогики; теория и история культуры; методика преподавания русского и белорусского языка и литературы.

## Биография
Родилась 20 ноября 1954 года в Минске.
Поступив и окончив филологический факультет БГУ с 1978 года по 1980 год стала освобожденной комсомольской работницей, а с 1980 года по 1997-е годы на преподавательской работе в БГУ, работая преподавателем, старшим преподавателем, доцентом. Также Снапковская получила учёную степень кандидата педагогических наук, доктора исторических наук (1999) и профессора в 2001 году.
С 1992 года по 2001-е годы Снапковская стала заведующей лабораторией истории образования и этнопедагогики Национального института образования, а также одновременно с 1997-го года по 2000 года Снапковская начала являться заведующей кафедрой педагогики и психологии Белорусского государственного института развития педагогики. С 2000 года работала врачом в Белорусском педагогическом университете им. М. Танка. Является руководителем научного направления «История образования и педагогической мысли Беларуси», членом международной организации архивистов и так далее. Участница рабочей группы по разработке документов по реформированию системы образования в РБ.
Сгапковская также заведовала кафедрой педагогики и психологии БелГИУВ со дня основания с 1997 года по 2000 года.
Автор более чем 300 научных и учебно-методических работ, среди них 7 монографий, 12 учебников и учебных пособий (4 с грифом Министерства образования Республики Беларусь), 5 авторских глав в коллективных монографиях, 39 научных статей в центральных изданиях, рекомендованных ВАК, и в международных системах цитирования (Scopus, Web of Science и др.). Научный руководитель аспирантов и соискателей по спец. 13.00.01 — общая педагогика, история образования и педагогики. Под ее руководством защищены 6 кандидатских диссертаций. Руководитель, участник, исполнитель ряда грантов Республики Беларусь.
Член редакционного совета 6-томного академического издания «Культура Беларуси», член Федеральной национально-культурной автономии «Белорусы России», член Ученого совета Белорусского государственного университета, член комиссии по присуждению премии им. В. И. Пичеты. Её научные работы публиковались в Беларуссии, России, Франции, Германии, Польше, Болгарии.
Награждена Почетными грамотами Министерства образования РБ.

## Личные публикации
- Креативное образование в рамках концепции «Университет 3.0»: от методологии к опыту реализации: материалы круглого стола научно-теоретического журнала Российской академии образования «Педагогика» в Белорусском государственном университете, Король, Андрей Дмитриевич; Бозиев, Руслан Сахитович; Бровка, Наталья Владимировна; Жук, Ольга Леонидовна; Здрок, Оксана Николаевна; Медведев, Дмитрий Георгиевич; Морозова, Наталья Иосифовна; Снапковская, Светлана Валентиновна (2019)
- Культурная и антропология и этнокультурология: учебная программа УВО по учебной дисциплине для специальности: 1-21 04 01 Культурология (по направлениям), направление специальности 1-21 04 01-02 Культурология (прикладная). № УД-7913/уч.Снапковская, Светлана Валентиновна; Карпиевич, Виктор Александрович (2020)
- Методологические ресурсы и прогностический потенциал отечественного образования, Снапковская, Светлана Валентиновна (2021)
- Насущные проблемы поликультурного образования в условиях глобализации, Снапковская, Светлана Валентиновна (2022)
- Педагогическая историография Беларуси: содержание и этапы развития, Снапковская, Светлана Валентиновна (2018)
- Программа производственной преддипломной практики для специальности 1-21 04 01 «Культурология (по направлениям)», Снапковская, Светлана Валентиновна; Малая, Наталья Владимировна (2019)
- Факторы кризиса образовательных систем в Беларуси: исторические уроки педагогического опыта, Снапковская, Светлана Валентиновна (2018)
- Языковой фактор — ключ к этнокультурной идентичности, Снапковская, Светлана Валентиновна (2020)

## Издательства
- «Сыном маладой Беларусі…»: Педагагічная спадчына Вацлава Ластоўскага // Роднае слова. 1993. № 10. С. 38-41.
- Ля вытокаў нацыянальнай педагогікі: 3 гісторыі школы і педагагічнай думкі Беларусі канца XIX — пачатку XX ст. Мн., 1995.
- Шляхі развіцця школы на Беларусі ў канцы XIX — пачатку XX ст. Мн., 1997.
- Адукацыйная палітыка і школа на Беларусі ў канцы XIX — пачатку XX стст. Мн., 1998.
- Гісторыя адукацыі і педагагічнай думкі Беларусі (60-я г. XIX — пачатак XX ст.). Мн., 2001.
- Гісторыя адукацыі і педагагічнай думкі: вучэб.-метад. дапам. / С. В. Снапкоўская; Бел. дзярж. пед. ун-т імя М. Танка. Мн., 2006.